# Aznalcázar
Aznalcázar és una localitat de la província de Sevilla, Andalusia, Espanya. L'any 2005 tenia 3.692 habitants. La seva extensió superficial és de 450 km² i té una densitat de 8,2 hab/km². Està situada a una altitud de 66 metres i a 25 kilòmetres de la capital de la província, Sevilla.

## Demografia
| 1996  | 1998  | 1999  | 2000  | 2001  | 2002  | 2003  | 2004  | 2005  | 2006  | 2007  |
| ----- | ----- | ----- | ----- | ----- | ----- | ----- | ----- | ----- | ----- | ----- |
| 3.387 | 3.431 | 3.490 | 3.518 | 3.522 | 3.522 | 3.581 | 3.613 | 3.692 | 3.793 | 3.860 |